# Laura Terracina
Laura Terracina (1519 - 1577) fue una poetisa de Nápoles durante el Renacimiento.

## Vida
Terracina nació en Chiaia, un suburbio de Nápoles. Su madre, Diana Anfora de Sorrento, y su padre, Paolo Terracina, tuvieron al menos una hija más y dos hijos. Fue motivada por la famosa poetisa Vittoria Colonna, quien le envió un breve poema en el que alaba sus talentos. 
En 1545, ingresa a la Academia del Incógnito en Nápoles y conoce a varias figuras literarias antes de dejarla en 1547. 
Se casó con su pariente Polidoro Terracina, al que dedicó algunos de sus poemas. Entabló amistad con personas influyentes de la época, como la mecenas Giovanna d'Aragona y el escritor Angelo di Costanzo.

## Obra
Publicó nueve volúmenes de poesía, tanto en Florencia como en Venecia. En esta última,  publicó la novela caballeresca Discorso sopra il Principio di Tutti yo Canti di Orlando Furioso, un poema vinculado al Orlando Furioso, de Ludovico Ariosto, que fue reimpreso trece veces. En él defendía a las mujeres de sus detractores, pero lamentaba que no hubiera más mujeres que se inclinaran por la literatura.
Muchos de sus poemas se los ha dedicado a gente que conoció en la Academia del Incógnito. En sus poemas, suele elogiar a los demás, y minimizar su capacidad como escritora. Intercambió poemas de elogio con Laura Battiferri, en que las dos mujeres se alabaron mutuamente, pero trivializaba sus talentos propios.
Durante su vida fue elogiada por su trabajo. En algunos de sus trabajos ella condena los disturbios sociales y confusión política. También insistía en que las mujeres tenían que ser reconocidas por su trabajo y dedicó su séptimo libro a las viudas de Nápoles.
La Biblioteca Nacional de Florencia guarda más de doscientos poemas suyos no clasificados.